# The Zombies
The Zombies — британская рок-группа. Песни, написанные её участниками занимали лидирующие позиции в чартах Европы и США во второй половине 1960-х. Альбом Odessey and Oracle входит в список лучших альбомов всех времён по версии журнала Rolling Stone.
Работа группы в рок-музыке оказалась новаторской, сумев обернуть агрессивность британского бита, предъявленного в то время группой The Beatles, в красивые мелодии и возбуждающие аранжировки и соединить декламационный «просвечивающий» вокал Бланстоуна с прозрачностью музыкальной атмосферы, «эфирной аурой».
Несмотря на короткую дискографию, группа внесла важный вклад в развитие рок-музыки. По словам музыкального критика Р. Мелтцера, она явилась «переходным этапом между Beatles и Doors».

## История группы

### 1961—1963
Группа была создана в 1961 году школьниками Родом Арджентом, Полом Аткинсоном и Хью Гранди в городе Сент-Олбансе, что в 35 км от Лондона. Коллективу из клавишника, гитариста и барабанщика не хватало басиста, и с этой целью был приглашён Пол Арнольд. Именно Арнольду группа обязана своим успехом — Пол привёл в группу вокалиста, уже тогда подававшего большие надежды и впоследствии ставшего «золотым» голосом британской эстрады, Колина Бланстоуна.
Когда группа начала концертную деятельность, Пола Арнольда сменил Крис Уайт. Ребята исполняли хиты пятидесятых — среди них уже тогда была песня Гершвина Summertime.
В 1963 году участники группы всерьёз задумались о роспуске группе — выпускники школы, каждый надеялся продолжить своё образование в университете. Единственным шансом сохранить группу было создание профессиональных звукозаписей. И победа в конкурсе «The Herts Beat Contest» дала возможность осуществить задуманное: записывающая фирма «Decca», не так давно упустившая ливерпульскую четвёрку, предложила им контракт.

### 1964—1968
По условиям контракта группа могла записать один-единственный сингл. Коллектив собирался записать Summertime Гершвина, однако за пару недель до записи по настоянию Кена Джонса, продюсера группы, Род Арджент попытался сочинить свою собственную песню. Эта попытка через несколько месяцев стала хитом, кавер-версии которого записывали все — от Сантаны до Subs. Песня She's Not There принесла большую популярность группе по всему миру.
Следующий сингл «Leave Me Be» не пользовался популярностью среди слушателей, однако третий сингл «Tell Her No» снова вернул группу на вершину американских хит-парадов. Ловя момент, «Zombies» отправились за океан, где выступали вместе с «Patti LaBelle and the Bluebells» и Чаком Джексоном. Группа играла на больших площадках, а на волне «британского вторжения» встречала дикий восторг местных американских фанатов. «Zombies» также очень хорошо принимали в Японии, на Филиппинах и в других странах, но по возвращении в Англию музыканты обнаружили, что «Decca», выпустив один альбом группы, уже начала забывать о её существовании.
В 1965 году группа выпускает свой первый альбом под названием «Begin Here» — сборник ранее написанных синглов, кавер-версий ритм-и-блюзовых песен, а также нескольких новых произведений.
В этом году группу задействуют в создании саундтрека к фильму «Bunny Lake is Missing». «Zombies» записывают промоджингл «Come On Time» на основе своей песни «Just Out Of Reach», а в самом фильме звучат их концертные записи.
В 1967 году группа подписывает контракт со звукозаписывающей студией «CBS Records», решает выпустить новый альбом Odessey and Oracle и распустить ансамбль. В новый альбом вошли новые композиции. Журнал «Rolling Stone» называет этот альбом одним из лучших. Сразу после релиза альбома в апреле 1969 года популярность во всём мире приобретает песня «Time Of The Season», также написанная Родом Арджентом. Предлагались большие деньги, чтобы воссоединить группу, однако решение было принято, и талантливые музыканты прекратили совместное творчество на долгие десятилетия.

### 1968—1991
После распада Zombies все её участники пошли различными путями. Колин Бланстоун, «великий рок-н-ролльный голос с английским акцентом», ушёл в сольную карьеру и за сорок лет записал несколько сольных альбомов. Предпоследний его альбом вышел после одиннадцатилетнего перерыва в апреле 2009 г. — «The Ghost of You and Me».
Род Арджент потратил два года на то, чтобы создать группу, которая соответствовала бы его представлениям. После нескольких попыток и перемещений он объединил своего двоюродного брата басиста Джима Родфорда, ударника Роберта Хенрита и певца, композитора и гитариста Расса Балларда в группе Argent.

### 1991
В 1991 году Zombies объединились в составе Колина Бланстоуна, Хью Гранди и Криса Уайта, и был записан новый альбом «New World» (также выходил под названием «The Return Of The Zombies»). В альбоме принимал участие чилийский музыкант Себастиан Санта-Мария.
1 апреля 2004 года скончался бывший участник команды, гитарист Пол Аткинсон.

### с 2002
Настоящее второе рождение группы произошло в 2000-х гг. Сначала в 2002 г. Род и Колин совместно записали альбом «Out Of The Shadows», а в 2004 году под именами Colin Blunstone Rod Argent the Zombies вышел альбом «As Far As I Can See…». В 2004 Род и Колин решили объединить свои «коллективы». От Колина в объединенную группу вошел его гитарист Кейт Эйри (Keith Airey), а от Рода — его двоюродный брат Джим Родфорд (Jim Rodford)
,
бас-гитара, с сыном Стивом (Steve Rodford), ударные. Группу под названием Colin Blunstone and Rod Argent of the Zombies публика и критики встретили восторженно. Их весеннее мировое турне включало Штаты и завершилось в Лондоне. Были выпущены двойной CD и видео DVD «Live At The Bloomsbury Theatre, London». Встретив успех, группа продолжила играть, и до настоящего времени в том же составе ежегодно разъезжает с турами по Англии, Западной Европе и США. В 2007—2008 гг. был совместный тур по Англии с Yardbirds. В сентябре 2008 г состоялся концерт в г. Киеве (Украина) — первый и единственный на территории бывшего СССР.
В марте 2010 г. было объявлено о том, что группу покидает Кейт Эйри. К тому времени Кейт участвует во многих других музыкальных проектах (например, в мюзикле Mamma Mia!), а также занят сольным альбомом. Новым гитаристом был объявлен Christian Phillips. Однако в апреле гитаристом был объявлен совершенно другой музыкант: Том Туми (Tom Toomey), знакомый поклонникам Бланстоуна как участник альбомов «Echo Bridge» (1995) и «The Ghost Of You And Me» (2009).

#### Концерты к 40-летию альбома «Odessey and Oracle»
В 2008 г. исполнилось сорок лет выходу альбома «Odessey and Oracle». Музыканты отметили это событие уникальным концертом. В марте 2008 г. в London Shepherd Bush Empire состоялись юбилейные концерты к 40-летию выхода альбома «Odessey and Oracle». На сцене впервые с 1968 г. собрались все оригинальные участники коллектива, кроме умершего в 2004 г. Пола Аткинсона. Были исполнены все песни альбома, плюс другие старые и новые песни. Причем, песни альбома исполняли те же вокалисты, что и в 1968 г. (например, Western Front 1914 пел Крис Уайт). Музыкальная общественность положительно оценила концерт. Спустя полгода и год вышли в свет записи с того концерта на двух CD и видео-DVD соответственно (The Zombies: Odessey & Oracle Revisited. The 40th Anniversary Concert. Live at the Shepherd’s Bush Empire, London 2008).
Проект The 40th Anniversary «Odessey and Oracle» Concerts с участием оригинальных членов коллектива оказался востребованным: спустя год, в конце апреля 2009 г., группа вновь собралась «старым» составом и дала концерты в четырех городах Британии — Глазго, Бристоле, Манчестере и Лондоне. На этот раз, как писали афиши, уже «в самый последний раз».

#### Концерты к 50-летию группы
Концерты в 2011 году были посвящены 50-летию основания группы. Исполнялись в основном песни с нового альбома группы Breathe Out, Breathe In (2011, Red House Records), релиз которого состоялся 9 мая 2011 г. Первые концерты прошли в мае этого же года в Греции и Великобритании. В июле группа посетила Японии, осенью — Нидерланды, США и Великобританию.

## Состав

### Текущий
Колин Бланстоун — ведущий вокал (1961—1968, 1991, 1997, 2001 — настоящее время)

Род Арджент — орган, вокал (1961—1968, 1997, 2001 — настоящее время)

Том Туми — гитара, вокал (2010—настоящее время)

Джим Родфорд — бас-гитара, вокал (2001 — 2018)

Стив Родфорд — ударные (2001—настоящее время)

### Классический
Колин Бланстоун — ведущий вокал (1961—1968, 1991, 1997, 2001 — настоящее время)

Род Арджент — орган, вокал (1961—1968, 1997, 2001 — настоящее время)

Пол Аткинсон — гитара, вокал (1961—1968, 1997) 

Крис Уайт — бас-гитара, вокал (1961—1968, 1991, 1997, 2008, 2009)

Хью Гранди — ударные (1961—1968, 1991, 1997, 2008, 2009)

### Бывшие участники
Себастьян Санта Мария — орган, гитара (1991) 

Кейт Эйри — гитара, вокал (2001—2010)

## Дискография

### Альбомы
1965 Begin Here (UK)
1965 The Zombies (USA) (Урезанное переиздание альбома Begin Here)
1968 Odessey and Oracle
1991 New World
2004 As Far As I Can See…
2011 Breathe Out, Breathe In
2015 Still Got That Hunger
2023 Different Game

### Концертники
2003 Live at the BBC
2005 Live at the Bloomsbury Theatre, London (также DVD)
2008 Odessey and Oracle: 40th Anniversary Live Concert (также DVD)
2013 Live In The UK

### Саундтреки
1965 Bunny Lake Is Missing — An Original Soundtrack Recording

### Синглы
| Дата выхода   | Название песни                                                                   | Позиция в чарте | Позиция в чарте | Позиция в чарте |
| Дата выхода   | Название песни                                                                   | UK              | U.S.            | CAN             |
| ------------- | -------------------------------------------------------------------------------- | --------------- | --------------- | --------------- |
| Август 1964   | «She's Not There» / «You Make Me Feel Good»                                      | #12             | #2              | #2              |
| Ноябрь 1964   | «Leave Me Be» / «Woman»                                                          | —               | —               | —               |
| Декабрь 1964  | «Tell Her No» / «What More Can I Do?»                                            | #42             | #6              | #6              |
| Март 1965     | «She’s Coming Home» / «I Must Move»                                              | —               | #58             | #21             |
| Июнь 1965     | «I Want You Back Again» / «Remember When I Loved Her» (US only single)           | —               | #95             | —               |
| Август 1965   | «Whenever You’re Ready» / «I Love You»                                           | —               | #110            | —               |
| Сентябрь 1965 | «Just Out of Reach» / «Remember You»                                             | —               | #113            | —               |
| Февраль 1966  | «Is This the Dream?» / «Don’t Go Away»                                           | —               | —               | —               |
| Июнь 1966     | «Indication» / «How We Were Before»                                              | —               | —               | —               |
| Сентябрь 1966 | «Gotta Get a Hold of Myself» / «The Way I Feel Inside»                           | —               | —               | —               |
| Ноябрь 1966   | «Goin' Out of My Head» / «She Does Everything for Me»                            | —               | —               | —               |
| Ноябрь 1967   | «Care of Cell 44» / «Beechwood Park»                                             | —               | —               | —               |
| Март 1968     | «Butcher’s Tale (Western Front 1914)» / «This Will Be Our Year» (US only single) | —               | —               | —               |
| Август 1968   | «Time of the Season» / «I’ll Call You Mine»                                      | —               | —               | —               |
| Ноябрь 1968   | «Time of the Season» (US 2nd issue) / «Friends of Mine»                          | —               | #3              | #1              |
| Май 1969      | «Imagine the Swan» / «Conversations Off Floral Street»                           | —               | #109            | #59             |

## Награды
The MOJO Classic Album Award. 11 июня 2009 г. музыканты получили ежегодную премию британского музыкального журнала MOJO — Mojo Magazine Award в номинации Классический альбом (Odessey and Oracle).

## Трибьют
- В 1994 г. в США вышел диск-трибьют «The World of the Zombies» (PopLlama Products).

Энтузиастами проекта были, как сказано в описании, «кровосмесительные, беззаботные и плодовитые, влюблённые в песни Zombies» сиэттлские группы Flop, Young Fresh Fellows, Posies и Fastbacks. На диске 13 песен, качество записи некоторых оставляет желать лучшего, обложки CD бокса шутливо стилизованы под обложки The Zombies. На сегодняшний день этот диск остается единственным трибьютом.

## Комментарии
1. ↑  Хотя Джим Родфорд присоединился к группе в 2004, Арджент приглашал его в группу ещё в 1961 г. Тогда Джим отказался, поскольку у него уже была своя собственная, самая известная в Сент-Олбансе группа «The Bluetones». Однако Джим непосредственно участвовал в создании Зомбиз: одалживал инструменты и помогал на первых их репетициях.